# 冯鑫
冯鑫（1972年—），是一位中国企业家，曾担任暴风集团董事长。

## 生平
1972年出生于山西阳泉，1993年毕业于合肥工业大学，之后任职于山西阳泉矿务局。1998年进入金山软件担任销售经理，2004年7月被周鸿祎邀请进入雅虎中国个人软件事业部，2005年8月周鸿祎离开雅虎中国后也跟着辞职，同年创业成立北京酷热科技公司。2007年整体收购暴风影音后和自己公司进行整合。2015年3月24日暴风集团在深圳证券交易所创业板挂牌上市。
因为被怀疑2016年在收购一家英国体育版权公司MP & Silva的融资过程中存在受贿行为，2019年7月被批准逮捕。